# Great Falls (Virgínia)
Great Falls és una concentració de població designada pel cens dels Estats Units a l'estat de Virgínia. Segons el cens del July 2007 tenia 8.805 habitants.

## Demografia
Segons el cens del 2000, Great Falls tenia 8.549 habitants, 2.785 habitatges, i 2.464 famílies. La densitat de població era de 184,7 habitants per km².
Dels 2.785 habitatges en un 44,5% hi vivien nens de menys de 18 anys, en un 82,4% hi vivien parelles casades, en un 4,2% dones solteres, i en un 11,5% no eren unitats familiars. En el 8,3% dels habitatges hi vivien persones soles el 2,7% de les quals corresponia a persones de 65 anys o més que vivien soles. El nombre mitjà de persones vivint en cada habitatge era de 3,07 i el nombre mitjà de persones que vivien en cada família era de 3,23.
Per edats la població es repartia de la següent manera: un 29,5% tenia menys de 18 anys, un 4,1% entre 18 i 24, un 22,1% entre 25 i 44, un 35,9% de 45 a 60 i un 8,5% 65 anys o més.
L'edat mediana era de 42 anys. Per cada 100 dones de 18 o més anys hi havia 98,1 homes.
La renda mediana per habitatge era de 159.695$ i la renda mediana per família de 170.618$. Els homes tenien una renda mediana de 100.000$ mentre que les dones 62.206$. La renda per capita de la població era de 78.149$. Entorn del 0,9% de les famílies i l'1,8% de la població estaven per davall del llindar de pobresa.

## Poblacions més properes
El següent diagrama mostra les poblacions més properes.